# Club olympique Roubaix-Tourcoing
Pour les articles homonymes, voir Cort (homonymie) et Roubaix (homonymie).
Vous lisez un « bon article » labellisé en 2012.  Il fait partie d'un « bon thème ».
Maillots
Le Club olympique de Roubaix-Tourcoing, abrégé en CO Roubaix-Tourcoing ou CORT, est un club de football français fondé en 1945 et disparu en 1990, situé à Roubaix dans le Nord.
Le club est créé pour monter une équipe professionnelle regroupant les principaux clubs de Roubaix et de Tourcoing, le RC Roubaix, l'Excelsior AC et l'US Tourcoing, soutenue par l'industrie textile locale. Prenant la place de l'équipe professionnelle de l'Excelsior AC en Division 1, le CO Roubaix-Tourcoing termine troisième pour son premier exercice dans l'élite, puis remporte le titre de champion de France dès la saison suivante, en 1946-1947, après seulement deux ans d'existence.
Le CO Roubaix-Tourcoing peine cependant à entretenir ce succès. Il ne peut éviter la relégation en Division 2 à l'issue de la saison 1954-1955, ce qui mène au départ des dirigeants de l'US Tourcoing en 1957. En proie à des dettes de plus en plus importantes, le club est contraint d'abandonner le statut professionnel en 1963, menant au retrait des dirigeants du RC Roubaix. Le club repart dans les championnats amateurs de la Ligue du Nord. Après sept saisons en amateur, l'aventure sous le nom CO Roubaix-Tourcoing s'arrête en 1970, après que le club est promu en Division Nationale du championnat de France amateur, premier niveau amateur. Le club change son nom en Excelsior Athlétic Club de Roubaix, puis disparaît en 1990.
Le club jouait au stade Amédée-Prouvost, situé à Wattrelos, et évoluait en rouge et noir les premières années, puis en blanc et noir.

## Histoire

### Origines du CO Roubaix-Tourcoing (1895-1939)

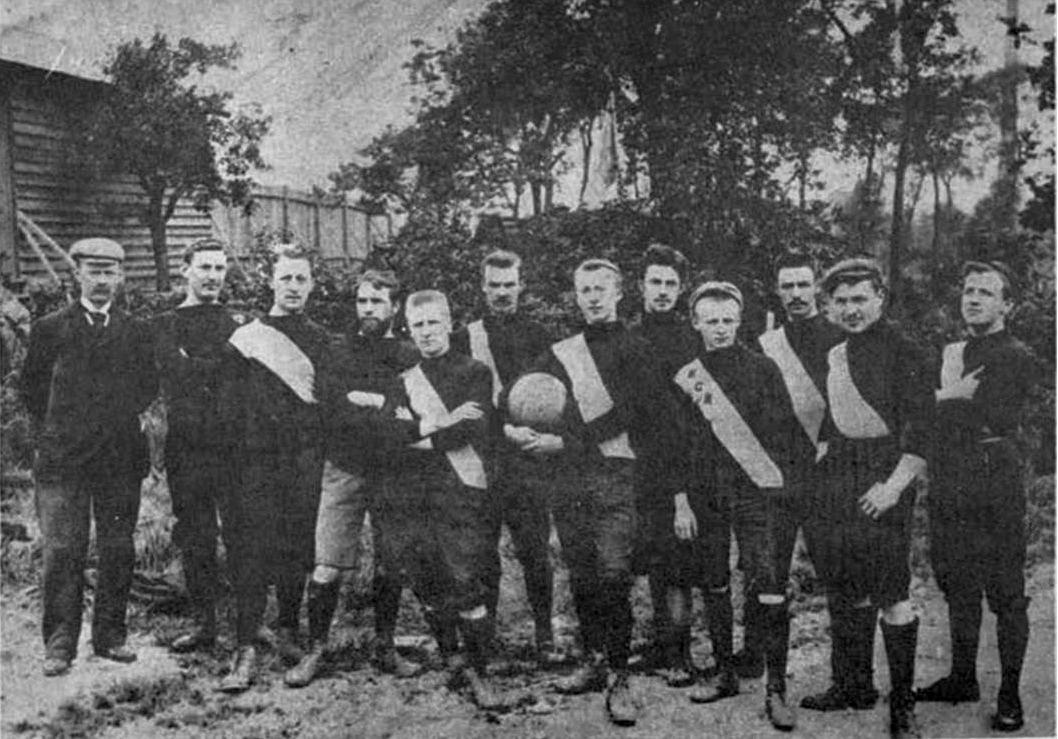
Première photo connue de l'équipe du RC Roubaix en 1895 ou en 1896.

Dès le début du XXe siècle, le Nord de la France devient l'une des principales terres de football du pays, en particulier dans l'agglomération de Lille-Roubaix-Tourcoing, qui voit leurs clubs rivaliser et s'illustrer dans le premier championnat national français, le championnat de France organisé par l'USFSA. Fondé en 1895, le Racing Club de Roubaix domine le football français dans les années 1900, remportant à cinq reprises le championnat de France, en 1902, 1903, 1904, 1906 et 1908. L'Union sportive de Tourcoing, qui voit le jour en 1902, est sacrée à son tour championne de France en 1910, tandis que l'Olympique lillois remporte le titre en 1914.
À la suite de la création de la Ligue du Nord en 1919, faisant suite à celle de la FFFA, la rivalité entre les trois clubs, exacerbée par des soupçons de pratique de l'amateurisme marron, se poursuit en Division d'Honneur, leur suprématie n'étant contestée que par les Picards de l'Amiens AC. De 1920 à 1932, ces quatre clubs se partagent le titre de champion du Nord. Lors des saisons 1930-1931 et 1931-1932, un deuxième club roubaisien vient se mêler à la lutte pour le titre, l'Excelsior Athlétic Club. Fondé en 1922 sous le nom d'Excelsior de Tourcoing, il déplace son siège à Roubaix en 1929,, et en profite pour récupérer le stade Amédée-Prouvost, un an après la disparition du Football Club de Roubaix, qui l'occupait précédemment. L'Excelsior AC termine troisième ces deux saisons.

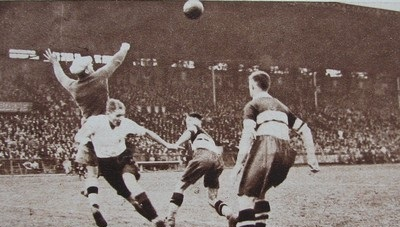
Le football roubaisien est au sommet en 1933, la finale de la Coupe de France opposant dans un véritable derby l'Excelsior AC et le RC Roubaix.

Avec l’avènement du professionnalisme en 1932, plusieurs clubs de l'agglomération décident de franchir le pas. L'Olympique lillois, le Sporting Club fivois et l'Excelsior AC passent professionnels dès la première année et participent au nouveau championnat de France pour la saison 1932-1933. Le RC Roubaix et l'US Tourcoing patientent une année et rejoignent la nouvelle Division 2 pour la saison 1933-1934. La professionnalisation s'avère notamment bénéfique pour les professionnels de l'Excelsior AC, qui remportent la Coupe de France en 1933 dans un véritable derby face au RC Roubaix, encore amateur au moment de la rencontre. Cette finale a la particularité d'être la seule à avoir opposé deux clubs de la même ville de province. L'Excelsior se met à l'abri rapidement avec trois buts dans les trente premières minutes, et bat le Racing trois buts à un. Il s'agit alors du deuxième échec consécutif en finale de la Coupe pour le Racing, après celui de 1932 perdue contre l'AS Cannes. L'Excelsior continue sa spirale positive la saison suivante en terminant à la cinquième place du championnat 1933-1934.
À la fin de la saison 1934-1935, des négociations ont lieu entre l'Excelsior AC, le RC Roubaix et l'US Tourcoing en vue de réaliser une entente entre leurs équipes professionnelles. L'Excelsior AC vient alors de terminer 8e en Division 1, tandis que le RC Roubaix et l'US Tourcoing ont fini respectivement 4e et 8e en Division 2. Les joueurs professionnels des trois clubs passeraient à l'Excelcior AC, qui se renommerait Excelsior de Roubaix-Tourcoing. Le projet est alors adopté par l'US Tourcoing, mais rejeté par le RC Roubaix. L'entente entre l'US Tourcoing et l'Excelsior AC ne durera le temps que d'une saison, le club terminant 9e en Division 1. Cependant, l'Excelsior AC décide de garder son nouveau nom d'Excelsior de Roubaix-Tourcoing, tandis que l'US Tourcoing remontera une équipe professionnelle à son nom en 1937, qui démarrera en Division 2. Dans le même temps, le RC Roubaix est promu en Division 1 à l'issue de la saison 1935-1936.

### Formation du CO Roubaix-Tourcoing (1939-1945)
Le début de la Seconde Guerre mondiale vient perturber les compétitions. Seul l'Excelsior de Roubaix-Tourcoing conserve une équipe professionnelle pendant la guerre. Lorsque les compétitions reprennent leur cours en 1945, l'Excelsior de Roubaix-Tourcoing doit repartir en Division 1 et le RC Roubaix en Division 2.

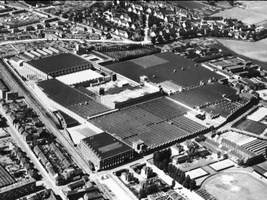
Le club est fortement soutenu par le peignage Amédée Prouvost, sur lequel est même implanté son stade, visible en bas à droite.

Cependant, en juin, deux mois avant la reprise du championnat, un projet de fusion entre le RC Roubaix et l'Excelsior est proposé par des dirigeants des deux clubs, pour que le football roubaisien puisse retrouver son niveau des années 1930-1935. Elle est néanmoins rejetée. Mais rapidement, Albert Prouvost, président de l'Excelsior, patron du peignage Amédée Prouvost, recontacte les dirigeants du Racing Club, Robert Motte et l'ancien international Georges Verriest, et ceux de l'US Tourcoing, Charles Van de Veegaete et Ernest Lefèvre, afin que les clubs mettent leurs forces en commun. La négociation aboutie, et débouche sur un groupement des forces dans une seule équipe professionnelle, qui prendrait la suite de celle de l'Excelsior de Roubaix-Tourcoing. Afin de conserver la personnalité de chacun des trois clubs, ceux-ci ne fusionnent pas pour que les sections amateurs subsistent. Ainsi, l'équipe amateur du RC Roubaix s'engage en Division d'Honneur du Nord pour la saison 1945-1946, mais elle est reléguée dans la foulée.
Toute équipe professionnelle devant reposer sur un club amateur affilié à la FFFA, le nouveau club utilise les bases de la modeste Union sportive roubaisienne, dissoute pour l'occasion,. Le premier choix pour l’appellation de la nouvelle entité se porte sur « Football olympique Roubaix-Tourcoing », mais l'acronyme « FORT » étant jugé trop prétentieux, les dirigeants optent finalement pour le Club olympique Roubaix-Tourcoing. Le premier président du Club olympique de Roubaix-Tourcoing (CORT) est Albert Prouvost, Jacques Roussel lui succédant rapidement. Georges Verriest, vice-président, fait venir Pierre Brun, ancien de l'équipe fédérale Lille-Flandres de la saison 1943-1944, comme directeur sportif. Le choix des couleurs se porte sur le noir et le rouge.
Le club, comme l'était l'Excelior avant lui, est alors fortement soutenue par l'industrie textile local florissante, en particulier par le peignage Amédée Prouvost, propriétaire du club qui emploie de plus des milliers de personnes dans la région. Après avoir utilisé les stades des trois clubs, le CO Roubaix-Tourcoing va rapidement se fixer au stade Amédée-Prouvost, également propriété du peignage, situé dans son complexe industriel d'une quinzaine d'hectares à cheval sur les communes de Roubaix et Wattrelos, au cœur de quartiers ouvriers, qui constitueront la base de supporters du club.

### Période faste (1945-1953)
Lors de sa fondation, le CO Roubaix-Tourcoing s'appuie essentiellement sur les meilleurs joueurs professionnels de l'Excelsior de Roubaix-Tourcoing, tels les arrières Georges Deruelle et César Urbaniak, le demi-centre Stanislas Laczny ou l'ailier Henri Hiltl. Stanislas Sumera vient quant à lui du RC Roubaix. Ils sont rejoints dès 1945 par le gardien de but international Julien Darui, ancien de l'Olympique lillois, par l'inter Michel Frutoso, qui revient à Roubaix sept ans après en être parti, ou encore par l'avant Roger Grava,. L'équipe obtient vite de très bons résultats. Le 26 août 1945, pour son premier match officiel, le CO Roubaix-Tourcoing s'impose trois buts à un sur le terrain de l'AS Saint-Étienne lors de la première journée du championnat 1945-1946. Il achève sa première saison sur une troisième place, à quatre points du Lille OSC, le rival régional né lui aussi d'une fusion des principaux clubs lillois après-guerre.
Darui — Deruelle, « Staho » Laczny, Urbaniak — Lewandowski, Leduc — Frutoso, Sumera — Hiltl, Leenaert, Stricanne
Renforcés par les recrutements du demi-gauche Lucien Leduc et de l'international autrichien Camillo Jerusalem, les Noir et Rouge roubaisiens attaquent la saison 1946-1947 avec ambition. Ils résistent d'abord au départ en trombe du Racing Club de Strasbourg puis occupent à leur tour la place de leader de la 9e à la 26e journée. Rejoints par le Stade de Reims, les Nordistes reprennent finalement le dessus et remportent le championnat en battant les Rémois et le Lille OSC sur leurs terrains respectifs,. Le gardien de but Julien Darui, dont les dégagements constituent une arme offensive souvent décisive, s'impose en plus comme un chef de défense très efficace. Henri Hiltl est lui le leader d'attaque et inscrit quatorze de ses vingt-trois buts sur coup franc. Le championnat terminé, les Cortistes se rendent au Luxembourg pour affronter le Vasas de Budapest puis au Maghreb pour une tournée de six matchs. Ces six rencontres sont toutes victorieuses pour Roubaix-Tourcoing et la presse locale est convaincue, par la « belle leçon » donnée par le CORT.
Ce titre de champion donne de l'ambition aux dirigeants. En 1948, les sections amateurs des deux clubs roubaisiens sont finalement absorbées. Cependant, les résultats vont devenir plus chaotiques par la suite, malgré la redoutable défense formée par Darui, Robert Meuris et Jacques Delepaut et l'efficacité en attaque de Jean-Jacques Kretzschmar, auteur de 65 buts en première division sous le maillot du CORT. Les entraîneurs se relaient au chevet de l'équipe, sans lui permettre de retrouver la réussite de 1947. Huitièmes en 1948, les Cortistes terminent à la treizième place du championnat 1948-1949 puis à la dixième place lors des deux saisons suivantes. Les supporters roubaisiens se font plus rares, les affluences dépassant rarement les 8 000 spectateurs passé le cap des années 1950.
Après une saison 1951-1952 terminée sur une honorable 8e place, le CORT part en tournée en Espagne. Les Roubaisiens s'y offrent une victoire de prestige sur l'Atlético de Madrid (3-1) devant 55 000 spectateurs. Ils disputent également la finale du Trophée Teresa-Herrera face au Valence Club de Fútbol. Bien que dominateurs dans le jeu, ils s'inclinent finalement 2-1.
Le départ de l'emblématique gardien de but Darui, qui signe pour une dernière saison au Stade olympique montpelliérain en 1953, plonge le club dans les bas-fonds du championnat, d'autant que l’onéreux transfert du défenseur international danois Svend Nielsen, venu de l'AS Rome, s'avère un échec.

### Chute fatale (1953-1970)
Quinzième du classement en 1953 et 1954, Roubaix est finalement relégué en Division 2 à l'issue de la saison 1954-1955 en terminant à la dernière place, malgré le remplacement début janvier de l'entraîneur Marcel Desrousseaux par l'ancien international français du CORT Jean Baratte. Face aux difficultés financières du club, l'abandon du statut professionnel est évoqué, avant que le transfert de Jacques Delepaut au Lille OSC pour près de cinq millions de francs ne remette les comptes du club à flot.
En 1957, l'US Tourcoing quitte le CORT, qui conserve toutefois la ville de Tourcoing à son nom. Tombée en Division 2 et incapable de se mêler à la lutte pour la montée, malgré le maintien sur le banc de Stanislas Laczny pendant quatre saisons, l'équipe de Roubaix connaît une éclaircie en atteignant les quarts de finale de la Coupe de France 1958, où elle est défaite 7-4 par le futur vainqueur de la compétition, le Stade de Reims. Trois ans plus tard, le club réalise un parcours notable en Coupe Charles Drago en atteignant les demi-finales de l'édition 1961 après avoir battu trois clubs de l'échelon supérieur. Il est éliminé une nouvelle fois par le futur vainqueur, l'AS Monaco.
Au fil des ans, les problèmes de trésorerie s'accentuent parallèlement à la crise de l'industrie textile qui touchent les villes de Roubaix et Tourcoing. Le CORT occupe désormais les dernières places du classement (16e en 1959, 18e l'année suivante puis dernier en 1962) sans pour autant être menacé par une relégation sportive. Terminant à la 14e place de la deuxième division 1962-1963, le club abandonne finalement sa place en Division 2 et son statut professionnel à la fin de cette saison. Il repart à sa demande en 1963 en Promotion d'Honneur de la Ligue du Nord, deuxième division régionale et troisième échelon du football français amateur. Cette rétrogradation amène le RC Roubaix à reprendre son indépendance.
Sorti vainqueur de la PH dès sa première saison, le CO Roubaix-Tourcoing rejoint la Division d'Honneur du Nord, le plus haut niveau de la Ligue du Nord. Il faut attendre plusieurs saisons pour voir le CORT se mêler à la lutte pour la promotion en Division Nationale du championnat de France amateur, le plus haut niveau amateur. En 1968, le club termine à égalité de points avec le Stade héninois mais c'est ce dernier qui est promu grâce à de meilleurs résultats dans les confrontations directes. Le succès vient finalement en 1970 quand le CORT remporte le titre de champion de la Ligue du Nord, s'offrant ainsi le droit d'intégrer la Division Nationale pour la saison 1970-1971.

### L'après CORT (depuis 1970)
En juillet 1970, le club change son nom en Excelsior Athlétic Club de Roubaix. Robert Verrue est nommé à la présidence. Le Club se maintient quatre saisons en D3 avant de connaître la relégation en 1975 sous la conduite de J. Schmidt. Le président Hollestelle démissionne, M. Isabel lui succède. Albert Dubreucq hérite du poste d'entraîneur. Le club connaît en 1975 une relégation en DH.
Le club reste l'Excelsior AC jusqu'en 1977 avant d'adopter le nom de Roubaix Football à la suite de la fusion avec le Sporting Club Roubaisien. Ce pari est celui de Me Maillard, porté à la présidence.
Promu en D4 en 1978, en D3 en 1981 puis en D2 en 1983, la progression roubaisienne est étonnante. Les deux dernières montées sont à mettre au crédit de l'entraîneur Tony Gianquinto, ex-pro lillois. Seul point noir dans cette renaissance, les stades roubaisiens, jadis réputés parmi les plus modernes du pays, croulent sous le poids des années. Le Vélodrome est inadapté au football, mais reste incontournable car le Parc Jean-Dubrule est vétuste et fermé, tandis que le fameux stade Amédée-Prouvost a été rasé. L'avenir financier du club semble hypothéqué d'autant qu'en fin de saison le public roubaisien se signale par son absence. Cela s'explique notamment par le spectacle proposé sur le terrain et les très pénibles conditions d'accueil au Vélodrome de Roubaix. Ils sont à peine 300 pour assister aux adieux roubaisiens à la D2 le 21 avril 1984 face à Guingamp (1-1). Privé de nombre de ses meilleurs éléments au cours de l'été 1984, et malgré la fidélité de Tony Gianquinto, Roubaix reste en Division 3. Fin avril 1987, alors que Roubaix croise encore dans les basses eaux de la zone de relégation, Gianquinto est remercié. Thierry Denneulin lui succède alors qu'il reste six matches pour sauver la tête du club en D3. Le choc psychologique n'opère pas et Roubaix est relégué. En 1990, le club fusionne avec le Racing Stade de Roubaix, issu du rapprochement entre le Stade roubaisien et le Racing Club de Roubaix pour devenir le Stade Club olympique de Roubaix.

## Palmarès et records

### Palmarès
Le palmarès du CO Roubaix-Tourcoing ne compte qu'un seul titre national, le championnat de France, remporté lors de la saison 1946-1947. Il contient également un titre de champion du Nord remporté en 1970 grâce à sa victoire en Division d'Honneur de la Ligue du Nord, qui constitue alors le deuxième niveau amateur.
| Compétitions nationales | Compétitions régionales |
| --- | --- |
| - Championnat de France (1) - Champion : 1947 - Coupe de France - Meilleure performance : quart de finaliste en 1958 - Coupe Charles Drago (1953-1965) - Meilleure performance : demi-finaliste en 1961 | - Championnat du Nord (Division d'Honneur) (1) - Champion : 1970 - Vice-champion : 1968 - Championnat du Nord (Promotion d'Honneur, 2e niveau) - Vainqueur de groupe : 1964 |

### Bilan sportif et records
Le tableau ci-dessous présente le bilan du CO Roubaix-Tourcoing en championnats (première division, deuxième division, divisions de la Ligue du Nord) et en Coupe de France.
Le CORT a participé à dix éditions de la Division 1 et y a joué 344 rencontres, ce qui fait de lui le 40e club au classement général de la première division établi par la Ligue de football professionnel (LFP) en 2012. Le bilan est équilibré avec 130 victoires, 131 défaites et 83 matchs nuls. Le club a également disputé huit éditions de la Division 2, une édition de Promotion d'Honneur de la Ligue du Nord et cinq saisons en DH Nord.
En coupes nationales, le CORT a participé à dix-huit éditions de la Coupe de France et compte dix participations à la Coupe Charles Drago.
La plus large victoire est réalisée lors de la dernière journée du championnat 1947-1948 ; le CORT à domicile bat le SO Montpellier sept buts à zéro. Les Cortistes inscrivent également sept buts contre l'AS Saint-Étienne (7-3) et contre le Perpignan FC (7-1). La plus lourde défaite est un revers deux buts à dix contre l'Olympique de Marseille au stade Amédée-Prouvost lors de l'édition 1948-1949 du championnat de France. Cet échec constitue par ailleurs le match le plus prolifique en buts de l'histoire du club.

## Organisation

### Présidents
À ses débuts, le CORT compte deux présidents : Albert Prouvost, ancien président de l'Excelsior nommé président d'honneur, et Jacques Roussel, président exécutif. Ils sont à la barre du club quand celui-ci remporte le championnat en 1947. Plus tard arrivent Léon Tilloy, puis Albert Scholaert, fils de Albert C. Scholaert, un industriel de Tourcoing. Par ailleurs, trois vice-présidents se succèdent : Georges Verriest, ancien vice-président du Racing, Charles Van de Veegate, président fondateur de l'US Tourcoing et Roger Francq.
Au début des années 1950, le président est Jean Muttin, qui négocie par exemple le transfert de Jean Lechantre en 1952. En 1953, il laisse sa place à J. Meresse, ancien trésorier du club, issu du Racing Club de Roubaix.

### Entraîneurs
Le premier entraîneur du Club olympique Roubaix-Tourcoing est en 1945 Jean Batmale, six fois sélectionné en équipe de France dans les années 1920 et notamment entraîneur du Stade rennais en Division 1 et Division 2 à partir de 1936. L'année suivante, Charles Demeillez lui succède et permet au club nordiste de remporter le championnat 1947. Celui-ci ne reste lui aussi qu'un an au sein du club. Les deux saisons suivantes voient Georges Winckelmans puis l'Anglais Ernest Payne occuper le banc du CORT.
Vient ensuite le gardien Julien Darui, joueur du club depuis 1945 et champion avec le CORT en 1947. Il devient entraîneur-joueur en 1949 après le départ de Payne, et occupe le poste jusqu'en 1953. Jusqu'alors uniquement footballeur, Jean Baratte devient à son tour entraîneur-joueur après le départ de Marcel Desrousseaux début 1955. Ancien international, double champion de France et multiple vainqueur de la coupe de France, Baratte ne peut empêcher la relégation du club en deuxième division. Après avoir fait confiance au Polonais Stanislas Laczny durant près de quatre ans pour envisager la remontée en Division 1, le CORT voit ses entraîneurs se succéder à un rythme soutenu, correspondant au déclin sportif et financier du club.
| no | Nom                                 | Période                   |
| -- | ----------------------------------- | ------------------------- |
| 1  | Jean Batmale                        | 1945-1946                 |
| 2  | Charles Demeillez                   | 1946-1947                 |
| 3  | Georges Winckelmans                 | 1947-1948                 |
| 4  | Ernest Payne                        | 1948-1949                 |
| 5  | Julien Darui (entraîneur-joueur)    | 1949-janvier 1953         |
| 6  | Marcel Desrousseaux                 | janvier 1953-janvier 1955 |
| 7  | Jean Baratte (entraîneur-joueur)    | janvier 1955-juin 1955    |
| 8  | Stanislas Laczny                    | 1955-1959                 |
| 9  | Robert Lemaître (entraîneur-joueur) | avril 1959-juin 1959      |
| 10 | Jean Lechantre                      | 1959-1960                 |
| 11 | Maurice Blondel                     | 1960-1962                 |
| 12 | Jacques Favre                       | 1962-1963                 |
| 13 | Marcel Desrousseaux                 | 1963-1964                 |
| 14 | Pierre Cnud Roger Boury             | 1968-1969                 |

### Joueurs emblématiques
| Joueur          | Sélections | Période   | Sél. (total) |
| --------------- | ---------- | --------- | ------------ |
| Julien Darui    | 18         | 1945-1951 | 25           |
| Roger Vandooren | 1          | 1951      | 4            |
| Roger Boury     | 1          | 1952      | 1            |
| Lazare Gianessi | 7          | 1952-1953 | 14           |
| Total           | 26         | 1945-1953 | 44           |

Lors de la saison 1946-1947, le groupe professionnel vainqueur du championnat de France de première division est le suivant : le gardien de but international Julien Darui (37 matchs), les défenseurs Georges Deruelle (38 matchs), Stanislas Sumera (26 matchs), César Urbaniak (36 matchs), les milieux de terrain Michel Frutoso (34 matchs et 6 buts), Lucien Leduc (35 matchs et 2 buts), Stanislas « Staho » Laczny (32 matchs), les ailiers Camillo Jerusalem, un international autrichien, (24 matchs et 2 buts), Michel Lewandowski (29 matchs et 1 but), les attaquants Roger Grava (34 matchs et 10 buts), Henri Hiltl, un autrichien (36 matchs et 25 buts), Jacques Leenaert (24 matchs et 10 buts), Marceau Stricanne (17 matchs et 8 buts), Jean-Jacques Kretzschmar (11 matchs et 5 buts). René Henry et Roger Maes complètent le groupe.
Devenu titulaire les années suivantes, Jean-Jacques Kretzschmar inscrit au total 65 buts en première division sous le maillot du CORT, ce qui en fait le meilleur buteur du club à ce niveau. Arrivé après la saison victorieuse, Jacques Delepaut devient un élément incontournable en défense. Avec ses 249 rencontres jouées avec le CORT, il est le joueur le plus capé du club.
Le club a également permis à des joueurs de talent de commencer leur carrière, comme René Dereuddre, inter du CORT entre 1950 et 1953 devenu par la suite international, l'attaquant Guy Hernas, de 1954 et 1959 ou encore le meneur de jeu Michel Watteau, de 1961 à 1963, sélectionné en Équipe de France en 1966. À l'opposé, il a accueilli des joueurs internationaux en fin de carrière, comme Jean Baratte et Jean Lechantre, venus respectivement en 1954 et 1952 du Lille OSC,, ou l'attaquant André Simonyi, auteur d'un bref passage pendant la saison 1952-1953.

### Infrastructures
De 1945 à 1947 les trois stades des clubs fondateurs sont utilisés, avant une installation définitive au stade Amédée-Prouvost, ancien stade de l'Excelsior, à partir de 1947.

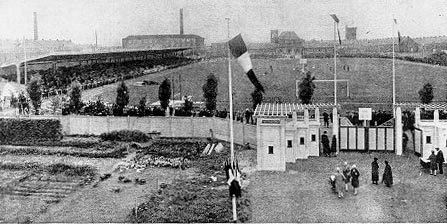
Le stade Amédée-Prouvost en 1927.

Construit en 1923 sur un terrain de Wattrelos et inauguré en septembre 1927, le stade Amédée-Prouvost a pour clubs résidents le FC Roubaix (1923-1929) puis l'Excelsior de Roubaix (1929-1945). Il est alors l'une des plus belles enceintes de la région : il compte deux tribunes, contenant respectivement 9 000 places couvertes et 7 000 places debout non couvertes. Le stade se trouve au centre d'un grand ensemble urbain, avec la cantine, les installations des établissements Prouvost et une cité qui accueille les ouvriers et leur famille.
En 1945, l'Excelsior fusionne avec le Racing Club de Roubaix et l'Union Sportive de Tourcoing pour former le Club olympique Roubaix-Tourcoing, dont le président est Albert Prouvost. Le nouveau club utilise d'abord à tour de rôle les trois stades des clubs fusionnés (stade Amédée-Prouvost de l'Excelsior, le parc Jean-Dubrulle du RCR et le stade Albert-Fromentin de l'UST, renommé stade Charles-Van de Veegaete à la fin des années 1950), avant d'opter finalement pour Amédée-Prouvost.
Avec la dégringolade du club, les spectateurs se font bientôt plus rares. En 1966 la tribune « Premières debout couvertes » est fermée. Le club cesse finalement ses activités le 15 juin 1970 et l'Excelsior Athletic Club de Roubaix reprend le flambeau dans la foulée. Le stade est finalement rasé dans les années 1960,.
Le seul siège connu du Club olympique Roubaix-Tourcoing est le Café de la Mairie,,, situé à Roubaix.

## Soutien et image

### Identité du club
Le blason reprend les armes des villes de Roubaix (sur la gauche du blason) et Tourcoing (sur la droite), surmonté du sigle « C.O.R.T » pour Club olympique Roubaix-Tourcoing. Cependant, le CORT continue parfois d'utiliser les blasons des deux villes et non le sien sur les documents qu'il produit,. Ses couleurs initiales sont le rouge et le noir, puis le blanc et le noir, repris de l'US Tourcoing.

Armes de la ville de Roubaix
Armes de la ville de Tourcoing
Blason du CORT

### Nom du club
Le Club olympique de Roubaix-Tourcoing est fondé en 1945 sur la base de l'Union sportive roubaisienne, fondée en 1919 et portant le numéro d'affiliation 125,. L'US roubaisienne est dissoute et est remplacée par le CO Roubaix-Tourcoing, qui hérite du no 17078. Le nouveau club récupère la structure professionnelle de l'Excelsior de Roubaix, à laquelle se joignent le Racing Club de Roubaix et Union sportive de Tourcoing, sans toutefois fusionner. En 1947, à la suite du reformatage des numéros d'affiliation, le CO Roubaix-Tourcoing récupère le no 1312. L'année suivante, il est décidé de réunir les équipes amateur du CO Roubaix-Tourcoing, de l'Excelsior Roubaix et du RC Roubaix, l'US Tourcoing restant indépendante. Pour cela, les trois clubs fusionnent en 1948, repartant sous le nom de Club olympique de Roubaix-Tourcoing avec le no 62 du RC Roubaix,.
En 1957, les dirigeants de l'US Tourcoing décident de quitter l'équipe professionnelle du club, qui garde toutefois le nom de CO Roubaix-Tourcoing. En 1963, le club abandonne le professionnalisme. Les dirigeants de l'ex-RC Roubaix quittent alors le club et font renaître le RC Roubaix au travers du Stade roubaisien, rebaptisé Racing Stade de Roubaix. Le CORT poursuit son aventure dans les championnats amateurs, puis change de nom en 1970 en Excelsior Athlétic Club de Roubaix, qui conserve le no 62. Le CO Roubaix-Tourcoing ne disparaît donc pas réellement, mais ce changement de nom marque une volonté de revenir aux origines de l'Excelsior de Roubaix. Le no 62 disparaîtra le 11 juillet 1990, lorsque l'Excelsior AC Roubaix, devenu Roubaix Football en 1977, fusionnera avec le Racing Stade de Roubaix pour former le Stade Club Olympique Roubaix.
|  |  | Union sportive roubaisienne 1919-1945 no 125                        |                                                                     |                                                                     |                                                                     |                                                                     |                                                                     |  |  |                                                     |                                                    |                                                    |                                                    |                                                    |                                                    |  |  |                                                    |                                                    |                                                    |                                                    |                                                    |                                                    |  |  |  |  |  |  |  |  |  |  |  |  |  |  |
|  |  |                                                                     |                                                                     |                                                                     |                                                                     |                                                                     |                                                                     |  |  |                                                     |                                                    |                                                    |                                                    |                                                    |                                                    |  |  |                                                    |                                                    |                                                    |                                                    |                                                    |                                                    |  |  |  |  |  |  |  |  |  |  |  |  |  |  |
|  |  | Club olympique de Roubaix-Tourcoing 1945-1948 no 17078 puis no 1312 | Club olympique de Roubaix-Tourcoing 1945-1948 no 17078 puis no 1312 | Club olympique de Roubaix-Tourcoing 1945-1948 no 17078 puis no 1312 | Club olympique de Roubaix-Tourcoing 1945-1948 no 17078 puis no 1312 | Club olympique de Roubaix-Tourcoing 1945-1948 no 17078 puis no 1312 | Club olympique de Roubaix-Tourcoing 1945-1948 no 17078 puis no 1312 |  |  | Racing Club de Roubaix 1895-1948 no 140 puis no 62  | Racing Club de Roubaix 1895-1948 no 140 puis no 62 | Racing Club de Roubaix 1895-1948 no 140 puis no 62 | Racing Club de Roubaix 1895-1948 no 140 puis no 62 | Racing Club de Roubaix 1895-1948 no 140 puis no 62 | Racing Club de Roubaix 1895-1948 no 140 puis no 62 |  |  | Excelsior de Roubaix 1922-1948 no 2549 puis no 867 | Excelsior de Roubaix 1922-1948 no 2549 puis no 867 | Excelsior de Roubaix 1922-1948 no 2549 puis no 867 | Excelsior de Roubaix 1922-1948 no 2549 puis no 867 | Excelsior de Roubaix 1922-1948 no 2549 puis no 867 | Excelsior de Roubaix 1922-1948 no 2549 puis no 867 |  |  |  |  |  |  |  |  |  |  |  |  |  |  |
|  |  | Club olympique de Roubaix-Tourcoing 1945-1948 no 17078 puis no 1312 | Club olympique de Roubaix-Tourcoing 1945-1948 no 17078 puis no 1312 | Club olympique de Roubaix-Tourcoing 1945-1948 no 17078 puis no 1312 | Club olympique de Roubaix-Tourcoing 1945-1948 no 17078 puis no 1312 | Club olympique de Roubaix-Tourcoing 1945-1948 no 17078 puis no 1312 | Club olympique de Roubaix-Tourcoing 1945-1948 no 17078 puis no 1312 |  |  | Racing Club de Roubaix 1895-1948 no 140 puis no 62  | Racing Club de Roubaix 1895-1948 no 140 puis no 62 | Racing Club de Roubaix 1895-1948 no 140 puis no 62 | Racing Club de Roubaix 1895-1948 no 140 puis no 62 | Racing Club de Roubaix 1895-1948 no 140 puis no 62 | Racing Club de Roubaix 1895-1948 no 140 puis no 62 |  |  | Excelsior de Roubaix 1922-1948 no 2549 puis no 867 | Excelsior de Roubaix 1922-1948 no 2549 puis no 867 | Excelsior de Roubaix 1922-1948 no 2549 puis no 867 | Excelsior de Roubaix 1922-1948 no 2549 puis no 867 | Excelsior de Roubaix 1922-1948 no 2549 puis no 867 | Excelsior de Roubaix 1922-1948 no 2549 puis no 867 |  |  |  |  |  |  |  |  |  |  |  |  |  |  |
|  |  |                                                                     |                                                                     |                                                                     |                                                                     |                                                                     |                                                                     |  |  | Club olympique de Roubaix-Tourcoing 1948-1970 no 62 |                                                    |                                                    |                                                    |                                                    |                                                    |  |  |                                                    |                                                    |                                                    |                                                    |                                                    |                                                    |  |  |  |  |  |  |  |  |  |  |  |  |  |  |
|  |  |                                                                     |                                                                     |                                                                     |                                                                     |                                                                     |                                                                     |  |  |                                                     |                                                    |                                                    |                                                    |                                                    |                                                    |  |  |                                                    |                                                    |                                                    |                                                    |                                                    |                                                    |  |  |  |  |  |  |  |  |  |  |  |  |  |  |
|  |  |                                                                     |                                                                     |                                                                     |                                                                     |                                                                     |                                                                     |  |  |                                                     |                                                    |                                                    |                                                    |                                                    |                                                    |  |  |                                                    |                                                    |                                                    |                                                    |                                                    |                                                    |  |  |  |  |  |  |  |  |  |  |  |  |  |  |
|  |  |                                                                     |                                                                     |                                                                     |                                                                     |                                                                     |                                                                     |  |  | Excelsior Athlétic Club de Roubaix 1970-1977 no 62  |                                                    |                                                    |                                                    |                                                    |                                                    |  |  |                                                    |                                                    |                                                    |                                                    |                                                    |                                                    |  |  |  |  |  |  |  |  |  |  |  |  |  |  |
|  |  |                                                                     |                                                                     |                                                                     |                                                                     |                                                                     |                                                                     |  |  |                                                     |                                                    |                                                    |                                                    |                                                    |                                                    |  |  |                                                    |                                                    |                                                    |                                                    |                                                    |                                                    |  |  |  |  |  |  |  |  |  |  |  |  |  |  |
|  |  |                                                                     |                                                                     |                                                                     |                                                                     |                                                                     |                                                                     |  |  | Roubaix Football 1977-1990 no 62                    |                                                    |                                                    |                                                    |                                                    |                                                    |  |  |                                                    |                                                    |                                                    |                                                    |                                                    |                                                    |  |  |  |  |  |  |  |  |  |  |  |  |  |  |
|  |  |                                                                     |                                                                     |                                                                     |                                                                     |                                                                     |                                                                     |  |  |                                                     |                                                    |                                                    |                                                    |                                                    |                                                    |  |  |                                                    |                                                    |                                                    |                                                    |                                                    |                                                    |  |  |  |  |  |  |  |  |  |  |  |  |  |  |

|  |  | Racing Club de Roubaix -                 | Racing Club de Roubaix - | Racing Club de Roubaix - | Racing Club de Roubaix - | Racing Club de Roubaix - | Racing Club de Roubaix - |  |  | Excelsior de Roubaix équipe professionnelle                          | Excelsior de Roubaix équipe professionnelle | Excelsior de Roubaix équipe professionnelle | Excelsior de Roubaix équipe professionnelle | Excelsior de Roubaix équipe professionnelle | Excelsior de Roubaix équipe professionnelle |  |  | Union sportive de Tourcoing -                | Union sportive de Tourcoing - | Union sportive de Tourcoing - | Union sportive de Tourcoing - | Union sportive de Tourcoing - | Union sportive de Tourcoing - |  |  |  |  |  |  |  |  |  |  |  |  |  |  |
|  |  | Racing Club de Roubaix -                 | Racing Club de Roubaix - | Racing Club de Roubaix - | Racing Club de Roubaix - | Racing Club de Roubaix - | Racing Club de Roubaix - |  |  | Excelsior de Roubaix équipe professionnelle                          | Excelsior de Roubaix équipe professionnelle | Excelsior de Roubaix équipe professionnelle | Excelsior de Roubaix équipe professionnelle | Excelsior de Roubaix équipe professionnelle | Excelsior de Roubaix équipe professionnelle |  |  | Union sportive de Tourcoing -                | Union sportive de Tourcoing - | Union sportive de Tourcoing - | Union sportive de Tourcoing - | Union sportive de Tourcoing - | Union sportive de Tourcoing - |  |  |  |  |  |  |  |  |  |  |  |  |  |  |
|  |  |                                          |                          |                          |                          |                          |                          |  |  | Club olympique de Roubaix-Tourcoing 1945-1963 équipe professionnelle |                                             |                                             |                                             |                                             |                                             |  |  |                                              |                               |                               |                               |                               |                               |  |  |  |  |  |  |  |  |  |  |  |  |  |  |
|  |  |                                          |                          |                          |                          |                          |                          |  |  |                                                                      |                                             |                                             |                                             |                                             |                                             |  |  |                                              |                               |                               |                               |                               |                               |  |  |  |  |  |  |  |  |  |  |  |  |  |  |
|  |  |                                          |                          |                          |                          |                          |                          |  |  |                                                                      |                                             |                                             |                                             |                                             |                                             |  |  |                                              |                               |                               |                               |                               |                               |  |  |  |  |  |  |  |  |  |  |  |  |  |  |
|  |  |                                          |                          |                          |                          |                          |                          |  |  |                                                                      |                                             |                                             |                                             |                                             |                                             |  |  | départ des dirigeants de l'US Tourcoing 1957 |                               |                               |                               |                               |                               |  |  |  |  |  |  |  |  |  |  |  |  |  |  |
|  |  |                                          |                          |                          |                          |                          |                          |  |  |                                                                      |                                             |                                             |                                             |                                             |                                             |  |  |                                              |                               |                               |                               |                               |                               |  |  |  |  |  |  |  |  |  |  |  |  |  |  |
|  |  | départ des dirigeants du RC Roubaix 1963 |                          |                          |                          |                          |                          |  |  |                                                                      |                                             |                                             |                                             |                                             |                                             |  |  |                                              |                               |                               |                               |                               |                               |  |  |  |  |  |  |  |  |  |  |  |  |  |  |
|  |  |                                          |                          |                          |                          |                          |                          |  |  |                                                                      |                                             |                                             |                                             |                                             |                                             |  |  |                                              |                               |                               |                               |                               |                               |  |  |  |  |  |  |  |  |  |  |  |  |  |  |
|  |  |                                          |                          |                          |                          |                          |                          |  |  |                                                                      |                                             |                                             |                                             |                                             |                                             |  |  |                                              |                               |                               |                               |                               |                               |  |  |  |  |  |  |  |  |  |  |  |  |  |  |
|  |  |                                          |                          |                          |                          |                          |                          |  |  | fin de l'équipe professionnelle 1963                                 |                                             |                                             |                                             |                                             |                                             |  |  |                                              |                               |                               |                               |                               |                               |  |  |  |  |  |  |  |  |  |  |  |  |  |  |

### Affluence et supporters
Le record d'affluence à Amédée-Prouvost s'élève à 17 993 spectateurs réunis le 20 novembre 1949 pour la réception du Lille OSC, principal rival régional et leader du championnat à cette date. La rencontre se termine par une victoire des visiteurs deux buts à un. C'est par ailleurs la venue du LOSC qui attire chaque année le plus de spectateurs à Roubaix-Tourcoing : hormis la saison 1953-1954, le club lillois figure à la première place du classement des affluences du stade Amédée-Prouvost en première division.
Lors des deux premières saisons, le CORT est loin des premières places du classement des recettes par club. Roubaix-Tourcoing amasse à domicile lors de la saison du titre (1946-1947) dix millions d'anciens francs, soit deux fois moins que l'Olympique de Marseille et le Stade français. Mais lors de cette même saison, c'est le club qui attiré le plus grand nombre de spectateurs à l'extérieur.
Les supporters du CORT sont essentiellement de la classe populaire, plus particulièrement les employés de filatures de Roubaix et Tourcoing.

### Rivalités
Les rencontres entre le CORT et le Lille Olympique Sporting Club (désormais connu sous le nom de LOSC Lille) étaient attendues par les supporters des deux camps. Ces rencontres succèdent aux oppositions d'avant-guerre entre l'Olympique lillois, le RC Roubaix, l'Excelsior de Roubaix et l'US Tourcoing qui avaient pour fond la suprématie industrielle qui se joue entre les villes de Lille, Roubaix et Tourcoing.
Le bilan des confrontations est à l'avantage du LOSC : plus titré que son voisin, le club lillois a remporté cinq derbies de plus en première division que son rival roubaisien,. Roubaix-Tourcoing a aussi subi la concurrence des autres équipes de la région Nord-Pas-de-Calais, notamment le Racing Club de Lens en Division 1 (8 victoires pour les Lensois contre 4 pour le CORT et 3 matchs nuls,) mais aussi l'US Boulogne et l'US Dunkerque lors du passage du CORT en Division 2.